# 吉安維托·馬丁諾
吉安維托·馬丁諾（1962年8月9日—）是一位意大利神经生物学家。

## 經歷
吉安維托·馬丁諾在帕维亚大学从事医学和神经学的研究，并在斯德哥尔摩的克罗林斯卡研究所以及芝加哥大学从事过一段时间的研究工作。他曾经领导米兰的聖拉斐爾医院的神经科学部门，在圣拉斐尔生命健康大学讲授生物学，并且是伦敦玛丽王后大学的荣誉教授。 
他是贝加莫学派的创造者，曾经在国际顶尖期刊上发表过多篇学术论文。 
在聖拉斐爾出版社，他与耶多阿多·朋奇聶里联合撰写了专著： 
- 《大脑，喜悦的盒子》（Il cervello. La scatola delle meraviglie）(2008)

并且发表了： 
- 《再生医学——我们并不是为了变老而出生》（La medicina che rigenera. Non siamo nati per invecchiare） (2009)

- 《识别与改变——生物学中的平衡》（Identità e Mutamento. La biologia in bilico）(2010)，曾作为科学畅销出版物赢得第十届 切奇纳市-费米奖。